# Delfín B. Huergo
Delfín Bonifacio Huergo (Salta, 14 de diciembre de 1824 - Buenos Aires, diciembre de 1886) fue un abogado, político y diplomático argentino, miembro del Congreso que sancionó la Constitución Argentina de 1853.

## Biografía
Desde su infancia vivió fuera de la provincia de Salta y cursó sus estudios en Santa Fe y en Buenos Aires, en cuya Universidad se doctoró en derecho en 1843, trasladándose a Montevideo hacia 1846. Poco antes de la batalla de Caseros se unió a la secretaría del Ejército Grande de Justo José de Urquiza. Después de la victoria lo acompañó en su residencia de Palermo —que había sido de Juan Manuel de Rosas— durante los meses que el entrerriano residió en Buenos Aires, como su secretario.
Por influencia de Urquiza fue elegido diputado al Congreso Constituyente de Santa Fe por la provincia de San Luis, aunque nunca había estado allí y no se le conocía ningún amigo puntano. Dado que era el más joven fue designado secretario del Congreso. Se destacó defendiendo las posiciones liberales con una oratoria fácil y agradable. Pidió la sanción "por aclamación" del artículo 29, en que se prohibía otorgar la "suma del poder" o las "facultades extraordinarias" y declaraba a quienes lo hicieran, traidores a la patria. Votó favorablemente la sanción de la Constitución.
En 1855 participó en la firma de los tratados de paz entre la Confederación Argentina y el Estado de Buenos Aires. Dos años más tarde fue enviado como embajador ante Alemania y Austria. Después de la batalla de Pavón, el presidente Bartolomé Mitre lo nombró subsecretario de Relaciones Exteriores y más tarde embajador en Bélgica.
Ejerció su profesión de abogado hasta el año 1872, en que fue elegido diputado nacional por el partido de Mitre, aunque la Cámara de Diputados no aceptó su diploma. En esa misma década presidió el comité capital de la Conciliación de los dos partidos dominantes, y fue elegido nuevamente diputado en 1880, pero ese mismo año fue expulsado de la Cámara por haberse negado a trasladarse a Belgrano durante la revolución de Carlos Tejedor.
Volvió a Bélgica como embajador en 1883; ese fue su último cargo público. En uso de una licencia viajó a Buenos Aires, donde falleció el 17 de diciembre de 1886.
Una calle en el barrio de Palermo (Buenos Aires) y otra en el barrio Villa Primavera de la ciudad de Salta recuerdan a este constituyente.